# Bathypogon
Bathypogon är ett släkte av tvåvingar. Bathypogon ingår i familjen rovflugor.

## Dottertaxa tillBathypogon, i alfabetisk ordning[1]
- Bathypogon aoris
- Bathypogon asiliformis
- Bathypogon bidentatus
- Bathypogon boebius
- Bathypogon brachypterus
- Bathypogon calabyi
- Bathypogon chionthrix
- Bathypogon cinereus
- Bathypogon danielsi
- Bathypogon douglasi
- Bathypogon flavifemoratus
- Bathypogon fulvus
- Bathypogon griseus
- Bathypogon hamaturus
- Bathypogon ichthyurus
- Bathypogon macrodonturus
- Bathypogon maculipes
- Bathypogon magnus
- Bathypogon microdonturus
- Bathypogon mutilatus
- Bathypogon nigrachaetus
- Bathypogon nigrinus
- Bathypogon nigrotibiatus
- Bathypogon ochraceus
- Bathypogon ophiurus
- Bathypogon pedanus
- Bathypogon posticus
- Bathypogon robustus
- Bathypogon rubellus
- Bathypogon rubidapex
- Bathypogon rufitarsus
- Bathypogon testaceovittatus
- Bathypogon tristis
- Bathypogon uncinatus